# Ismenos
Ismênos (grek. Ισμηνος) var en flodgud i grekisk mytologi. Han var för det mesta betraktad som flodguden Asopos och najaden Metopes son. Men i vissa källor anses han ha Amphion och Niobe som far och mor.
Ismenos hade tre najaddöttrar; Dirke, Strophia och Ismenis. Han kan även vara far till Derketis.
I den version som hävdar att Amphion och Niobe var Ismenos föräldrar, sägs det att Ismenos blev träffad av en av Apollons pilar och föll då ner i floden som sedan uppkallades efter honom.